# Маи (жрец Амона)
Майя или Маи был верховным жрецом Амона в Древнем Египте, по крайней мере, до 4-го года правления Эхнатона.

## Биография
Маи известен по экспедиции 4-го года в Вади Вади Хаммамат. Целью экспедиции было добыть камень для статуи короля.
4-й год царствования, третий месяц наводнения, 10-й день; под властью царя Верхнего и Нижнего Египта Нефер-Хеферу-Ре Ваэнре, сына Ра, Аменхотепа; (день), когда Первый Пророк Амона, Маи, был отправлен за доставкой базальта (для) изображения Господа . . .
Дальнейшие надписи на пути к каменоломням в Вади Абу Кувай свидетельствуют о том, что экспедицию верховного жреца сопровождал отряд из 253 солдат. Солдатами командовали знаменосец по имени Ри и его заместитель по имени Аменмос.
Олдред предположил, что Мериптах сменил Птахмоса на посту верховного жреца Амона и служил к концу правления Аменхотепа III. Следовательно, Майя стал преемником Мерипты. Дональд Редфорд предполагает, что Майя — это сокращение от Птахмоса и что Птахмос служил с конца правления Аменхотепа III до начала времен Эхнатона.

## Смерть и погребение
Майя не упоминается после 4-го года, и, возможно, он умер вскоре после этой экспедиции.
Остракон с именем и титулом верховного жреца Амона Маи был найден Фишером во время экспедиций 1921—1923 годов в Дра-Абу-эль-Нага. Сейчас он находится в Пеннском музее (номер объекта: 29-87-419). Могила Мая была идентифицирована в Дра-Абу-эль-Нага как могила K99.1 немецкой группой под руководством Д. Польца.